# André Silva (cầu thủ bóng đá, sinh năm 1995)
André Miguel Valente da Silva (phát âm tiếng Bồ Đào Nha: [ɐdɾɛ siwvɐ]; sinh ngày 6 tháng 11 năm 1995) là một cầu thủ bóng đá người Bồ Đào Nha chơi ở vị trí tiền đạo cho câu lạc bộ Elche tại La Liga.

## Sự nghiệp câu lạc bộ
Silva sinh tại Baguim Monte, một giáo xứ địa phương trong Gondomar, và bắt đầu chơi bóng đá với FC Porto. Anh đã có một thời gian ngắn với Boavista FC, nhưng nhanh chóng trở lại câu lạc bộ của mình.
Silva ra mắt sự nghiệp của mình với FC Porto và đã ký hợp đồng vào năm 2011 ở tuổi 15. Vào ngày 12 tháng 8 năm 2013, anh đã xuất hiện lần đầu tiên trong sự nghiệp của mình, đến thay thế cho Tozé trong chiến thắng 3-2 trước SC Beira-Mar trong giải vô địch Segunda Liga.
Silva đã kết thúc mùa thứ hai của mình với 34 trận và 7 bàn thắng, giúp Porto B đứng ở vị trí thứ 13 ở cấp thứ hai. Điểm nổi bật bao gồm một cú đúp vào ngày 4 tháng 1 năm 2015 trong trận thắng 3-0 trước Vitória de Guimarães B.
Silva đã có trận đấu ra sân cho đội đầu tiên vào ngày 29 tháng 12 năm 2015, chơi hết 90 phút trong trận thua 1-3 trước CS Marítimo của Taça da Liga. Xuất hiện đầu tiên của anh tại Primeira Liga xảy ra bốn ngày sau đó, khi anh thay thế Vincent Aboubakar trong 20 phút cuối cùng trong thất bại 0-2 trước Sporting Clube de Portugal.
Silva bắt đầu chiến dịch năm Primeira Liga 2015-16 là tiền đạo dự bị sau Aboubakar và Dani Osvaldo, và trở nên tồi tệ hơn vào tháng 1 năm 2016 với việc mua lại Suk Hyun-jun và Moussa Marega. Tuy nhiên, sau José Peseiro thay Julen Lopetegui là huấn luyện viên, anh đã nhận được nhiều cơ hội hơn và ghi bàn thắng giải đấu đầu tiên của mình trong chiến thắng 4-0 nhà trước Boavista, trong trận đấu cuối cùng. Anh cũng bắt đầu trận chung kết Taça de Portugal ngày 22 tháng 5.
Silva bắt đầu vào năm Primeira Liga 2016-17, với những bàn thắng trong hai trận đầu tiên của mình với Rio Ave FC và GD Estoril Praia, trong khi ghi bàn trong trận hòa 1-1 của Porto với AS Roma cho trận play-off của UEFA Champions League. Vào ngày 21 tháng 8 năm 2016, anh ký một hợp đồng mới 5 năm, trong đó có một điều khoản giải phóng trị giá 60 triệu euro.

## Sự nghiệp quốc tế

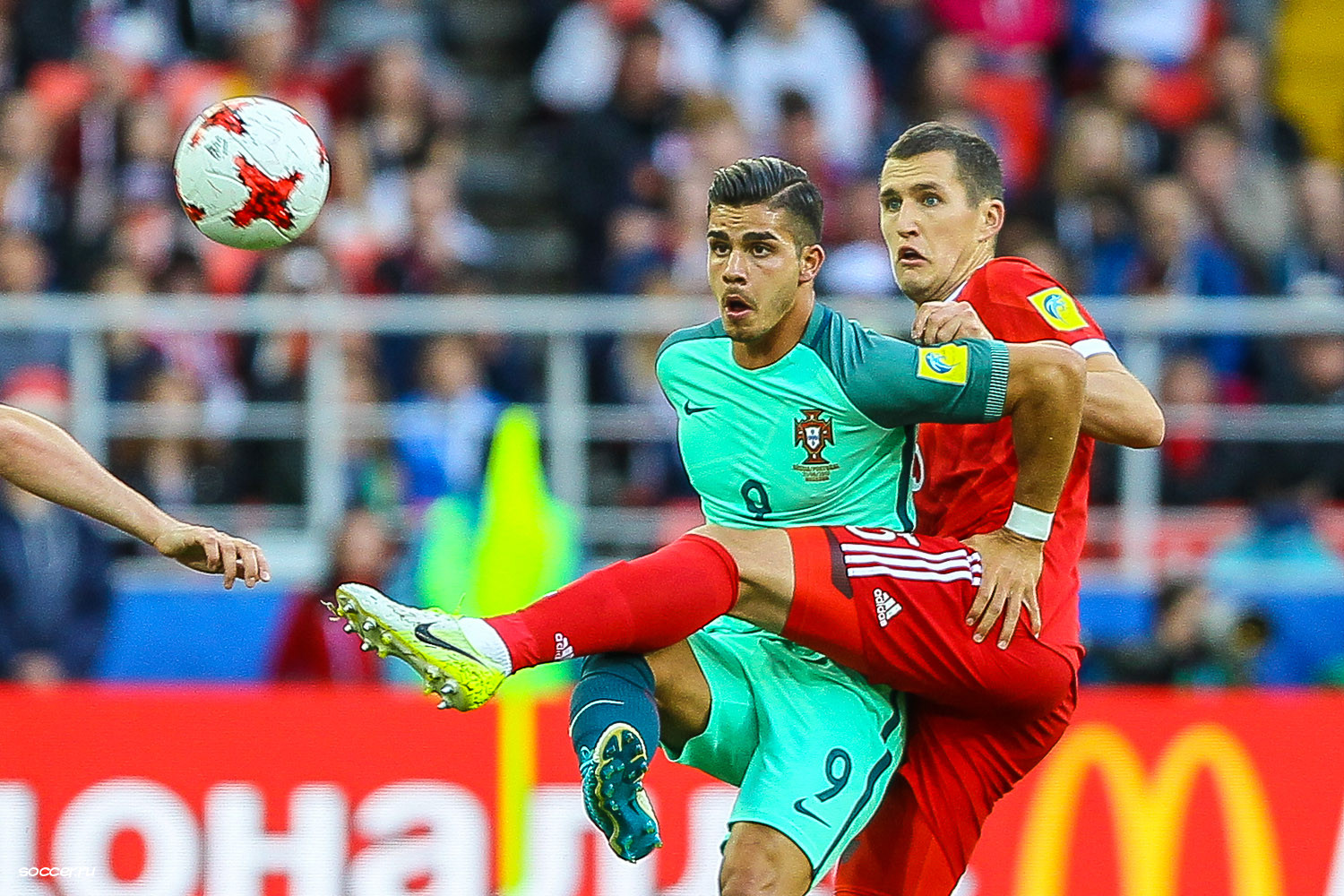
Silva (trái) và Viktor Vasin của tuyển Nga tại Confederations Cup 2017

Silva đã thi đấu cho Bồ Đào Nha ở mọi cấp độ trẻ. Anh tham dự FIFA U-20 World Cup 2015 cùng đội tuyển U-20 Bồ Đào Nha, ghi được bốn bàn ở vòng bảng giúp đội bóng lọt vào đến tứ kết của giải đấu. Trước đó, tại giải vô địch bóng đá U-19 châu Âu 2014, anh trở thành cầu thủ đầu tiên ghi được 4 bàn thắng trong một trận đấu (trận thắng U-19 Hungary 6-1 tại vòng bảng). Giải đấu đó, U-19 Bồ Đào Nha giành ngôi á quân sau khi để thua U-19 Đức với tỷ số tối thiểu trong trận chung kết.
Ngày 8 tháng 9 năm 2015, tại trận đấu đầu tiên ở tuyển U-21, Silva đã ghi một hat-trick trong vòng 19 phút (không tính thời gian nghỉ giữa 2 hiệp) giúp Bồ Đào Nha thắng Albania với tỷ số 6-1. Anh được huấn luyện viên trưởng đội tuyển quốc gia Fernando Santos triệu tập lần đầu tiên vào ngày 26 tháng 8, ra sân ở hiệp hai trong trận giao hữu với Gibraltar vào ngày 1 tháng 9.
Silva ghi bàn thắng đầu tiên cho đội tuyển quốc gia vào ngày 7 tháng 10 năm 2016, góp công vào chiến thắng 6-0 trước Andorra tại vòng loại World Cup 2018. Ba ngày sau, anh ghi hat-trick vào lưới đội tuyển đảo Faroe, trở cầu thủ trẻ nhất trong lịch sử bóng đá Bồ Đào Nha từng ghi ba bàn ở một trận đấu.
Silva được gọi lên tuyển tham dự FIFA Confederations Cup 2017, và ra mắt giải đấu khi vào sân thay người Ricardo Quaresma trong tám phút cuối cùng của trận hòa 2-2 với Mexico tại vòng bảng. Anh có bàn thắng đầu tiên tại giải vào ngày 24 tháng 6, khi đá trọn 90 phút trong trận thắng 4-0 trước New Zealand. Ở trận tranh hạng ba, Silva đá hỏng một quả phạt đền ngay đầu trận đấu, Bồ Đào Nha đã thắng Mexico 2-1 sau hiệp phụ.
Vào tháng 5 năm 2018, Silva đã có tên trong danh sách tham dự FIFA World Cup 2018 của đội tuyển Bồ Đào Nha. Cuối tháng đó, anh đã ghi bàn thắng thứ 1000 trong lịch sử đội tuyển quốc gia trong hiệp một trận giao hữu với Tunisia ở Braga.
Anh có trận đấu ra mắt World Cup vào ngày 15 tháng 6, khi vào sân từ ghế dự bị thay Gonçalo Guedes ở phút thứ 80 của trận hoà 3-3 với Tây Ban Nha tại vòng bảng.

## Thống kê sự nghiệp

### Câu lạc bộ
Tính đến ngày 13 tháng 4 năm 2025 
| Câu lạc bộ                 | Mùa giải            | Giải vô địch        | Giải vô địch | Giải vô địch | Cúp quốc gia | Cúp quốc gia | Cúp liên đoàn | Cúp liên đoàn | Châu Âu | Châu Âu | Khác | Khác | Tổng cộng | Tổng cộng |
| Câu lạc bộ                 | Mùa giải            | Hạng đấu            | Trận         | Bàn          | Trận         | Bàn          | Trận          | Bàn           | Trận    | Bàn     | Trận | Bàn  | Trận      | Bàn       |
| -------------------------- | ------------------- | ------------------- | ------------ | ------------ | ------------ | ------------ | ------------- | ------------- | ------- | ------- | ---- | ---- | --------- | --------- |
| Porto B                    | 2013–14             | Segunda Liga        | 21           | 3            | —            | —            | —             | —             | —       | —       | —    | —    | 21        | 3         |
| Porto B                    | 2014–15             | Segunda Liga        | 34           | 7            | —            | —            | —             | —             | —       | —       | —    | —    | 34        | 7         |
| Porto B                    | 2015–16             | Segunda Liga        | 29           | 14           | —            | —            | —             | —             | —       | —       | —    | —    | 29        | 14        |
| Porto B                    | Tổng cộng           | Tổng cộng           | 84           | 24           | —            | —            | —             | —             | —       | —       | —    | —    | 84        | 24        |
| Porto                      | 2015–16             | Primeira Liga       | 9            | 1            | 2            | 2            | 3             | 0             | 0       | 0       | —    | —    | 14        | 3         |
| Porto                      | 2016–17             | Primeira Liga       | 32           | 16           | 2            | 0            | 0             | 0             | 10      | 5       | —    | —    | 44        | 21        |
| Porto                      | Tổng cộng           | Tổng cộng           | 41           | 17           | 4            | 2            | 3             | 0             | 10      | 5       | —    | —    | 58        | 24        |
| AC Milan                   | 2017–18             | Serie A             | 24           | 2            | 2            | 0            | —             | —             | 14      | 8       | —    | —    | 40        | 10        |
| AC Milan                   | 2019–20             | Serie A             | 1            | 0            | 0            | 0            | —             | —             | —       | —       | —    | —    | 1         | 0         |
| AC Milan                   | Tổng cộng           | Tổng cộng           | 25           | 2            | 2            | 0            | —             | —             | 14      | 8       | —    | —    | 41        | 10        |
| Sevilla (mượn)             | 2018–19             | La Liga             | 27           | 9            | 4            | 2            | —             | —             | 8       | 0       | 1    | 0    | 40        | 11        |
| Eintracht Frankfurt (mượn) | 2019–20             | Bundesliga          | 25           | 12           | 3            | 2            | —             | —             | 9       | 2       | —    | —    | 37        | 16        |
| Eintracht Frankfurt        | 2020–21             | Bundesliga          | 32           | 28           | 2            | 1            | —             | —             | —       | —       | —    | —    | 34        | 29        |
| Eintracht Frankfurt        | Tổng cộng           | Tổng cộng           | 57           | 40           | 5            | 3            | —             | —             | 9       | 2       | —    | —    | 71        | 45        |
| RB Leipzig                 | 2021–22             | Bundesliga          | 33           | 11           | 6            | 2            | —             | —             | 12      | 4       | —    | —    | 51        | 17        |
| RB Leipzig                 | 2022–23             | Bundesliga          | 31           | 4            | 4            | 2            | —             | —             | 8       | 3       | 1    | 0    | 44        | 9         |
| RB Leipzig                 | 2024–25             | Bundesliga          | 8            | 1            | 3            | 0            | —             | —             | 4       | 0       | —    | —    | 15        | 1         |
| RB Leipzig                 | Tổng cộng           | Tổng cộng           | 72           | 16           | 13           | 4            | —             | —             | 24      | 7       | 1    | 0    | 110       | 27        |
| Real Sociedad (mượn)       | 2023–24             | La Liga             | 19           | 3            | 5            | 1            | —             | —             | 3       | 0       | —    | —    | 27        | 4         |
| Werder Bremen (mượn)       | 2024–25             | Bundesliga          | 7            | 1            | 1            | 0            | —             | —             | —       | —       | —    | —    | 8         | 1         |
| Elche                      | 2025–26             | La Liga             | 0            | 0            | 0            | 0            | —             | —             | —       | —       | —    | —    | 0         | 0         |
| Tổng cộng sự nghiệp        | Tổng cộng sự nghiệp | Tổng cộng sự nghiệp | 332          | 112          | 34           | 12           | 3             | 0             | 68      | 22      | 2    | 0    | 439       | 146       |

1. ↑  Ra sân tại Taça de Portugal, Coppa Italia, Copa del Rey và DFB-Pokal
2. ↑  Ra sân tại Taça da Liga
3. 1 2 3 4  Số lần ra sân tại UEFA Champions League
4. 1 2 3  Số lần ra sân tại UEFA Europa League
5. ↑  Ra sân tại Supercopa de España
6. ↑  Sáu lần ra sân và ba bàn thắng tại UEFA Champions League, sáu lần ra sân và một bàn thắng tại UEFA Europa League
7. ↑  Ra sân tại DFL-Supercup

### Quốc tế
Tính đến ngày 10 tháng 12 năm 2022. 
| Đội tuyển quốc gia | Năm       | Trận | Bàn |
| ------------------ | --------- | ---- | --- |
| Bồ Đào Nha         | 2016      | 5    | 4   |
| Bồ Đào Nha         | 2017      | 13   | 7   |
| Bồ Đào Nha         | 2018      | 13   | 4   |
| Bồ Đào Nha         | 2019      | 3    | 0   |
| Bồ Đào Nha         | 2020      | 3    | 1   |
| Bồ Đào Nha         | 2021      | 12   | 3   |
| Bồ Đào Nha         | 2022      | 4    | 0   |
| Tổng cộng          | Tổng cộng | 53   | 19  |

### Bàn thắng quốc tế
Tính đến 10 tháng 9 năm 2018
| #  | Ngày                 | Địa điểm                                                  | Đối thủ        | Bàn thắng | Kết quả | Giải đấu                    |
| -- | -------------------- | --------------------------------------------------------- | -------------- | --------- | ------- | --------------------------- |
| 1  | 7 tháng 10 năm 2016  | Sân vận động Municipal, Aveiro, Bồ Đào Nha                | Andorra        | 6–0       | 6–0     | Vòng loại World Cup 2018    |
| 2  | 10 tháng 10 năm 2016 | Tórsvøllur, Tórshavn, Quần đảo Faroe                      | Quần đảo Faroe | 1–0       | 6–0     | Vòng loại World Cup 2018    |
| 3  | 10 tháng 10 năm 2016 | Tórsvøllur, Tórshavn, Quần đảo Faroe                      | Quần đảo Faroe | 2–0       | 6–0     | Vòng loại World Cup 2018    |
| 4  | 10 tháng 10 năm 2016 | Tórsvøllur, Tórshavn, Quần đảo Faroe                      | Quần đảo Faroe | 3–0       | 6–0     | Vòng loại World Cup 2018    |
| 5  | 25 tháng 3 năm 2017  | Sân vận động Ánh sáng, Lisbon, Bồ Đào Nha                 | Hungary        | 1–0       | 3–0     | Vòng loại World Cup 2018    |
| 6  | 3 tháng 6 năm 2017   | Sân vận động António Coimbra da Mota, Estoril, Bồ Đào Nha | Síp            | 4–0       | 4–0     | Giao hữu                    |
| 7  | 9 tháng 6 năm 2017   | Sân vận động Skonto, Riga, Latvia                         | Estonia        | 3–0       | 3–0     | Vòng loại World Cup 2018    |
| 8  | 24 tháng 6 năm 2017  | Sân vận động Krestovsky, Saint Petersburg, Nga            | New Zealand    | 3–0       | 4–0     | Confed Cup 2017             |
| 9  | 3 tháng 9 năm 2017   | Groupama Arena, Budapest, Hungary                         | Hungary        | 1–0       | 1–0     | Vòng loại World Cup 2018    |
| 10 | 7 tháng 10 năm 2017  | Sân vận động Quốc gia, Andorra la Vella, Andorra          | Andorra        | 2–0       | 2–0     | Vòng loại World Cup 2018    |
| 11 | 10 tháng 10 năm 2017 | Sân vận động Ánh sáng, Lisbon, Bồ Đào Nha                 | Thụy Sĩ        | 2–0       | 2–0     | Vòng loại World Cup 2018    |
| 12 | 28 tháng 5 năm 2018  | Sân vận động Braga, Braga, Bồ Đào Nha                     | Tunisia        | 1–0       | 2–2     | Giao hữu                    |
| 13 | 10 tháng 9 năm 2018  | Sân vận động Ánh sáng, Lisbon, Bồ Đào Nha                 | Ý              | 1–0       | 1–0     | UEFA Nations League 2018–19 |
| 14 | 11 tháng 10 năm 2018 | Sân vận động Śląski, Chorzów, Ba Lan                      | Ba Lan         | 1–1       | 3–2     | UEFA Nations League 2018–19 |
| 15 | 20 tháng 11 năm 2018 | Sân vận động D. Afonso Henriques, Guimarães, Bồ Đào Nha   | Ba Lan         | 1–0       | 1–1     | UEFA Nations League 2018–19 |
| 16 | 5 tháng 9 năm 2020   | Sân vận động Dragão, Porto, Bồ Đào Nha                    | Croatia        | 4–1       | 4–1     | UEFA Nations League 2020–21 |
| 17 | 4 tháng 9 năm 2021   | Sân vận động Nagyerdei, Debrecen, Hungary                 | Qatar          | 1–0       | 3–1     | Giao hữu                    |
| 18 | 7 tháng 9 năm 2021   | Sân vận động Olympic Baku, Baku, Azerbaijan               | Azerbaijan     | 2–0       | 3–0     | Vòng loại World Cup 2022    |
| 19 | 9 tháng 10 năm 2021  | Sân vận động Algarve, Faro/Loulé, Bồ Đào Nha              | Qatar          | 3–0       | 3–0     | Giao hữu                    |

## Danh hiệu

### Câu lạc bộ
Porto B
- LigaPro: 2015–16

RB Leipzig
- DFB-Pokal: 2021–22, 2022–23

### Quốc tế
- UEFA Nations League: 2018–19